# Чіх Василь Дмитрович
Василь Дмитрович Чіх (15 вересня 1954, Парище, Надвірнянський район, Станіславівська область, УРСР— 9 жовтня 2011, Надвірна, Надвірнянський район, Івано-Франківська область, Україна) — радянський та український футболіст, який виступав на позиції півзахисника. 

## Клубна кар'єра
Василь Чіх народився 15 вересня 1954 року в Парищі  на Надвірнянщині. Розпочав займатись футболом у ДЮСШ «Спартак» в Івано-Франківську. З початку 70-х років ХХ століття він грав у складі аматорських команд у Бричанах та Тирасполі в Молдові, а з 1978 до 1980 року грав за аматорську команду «Ждановець» з Отинії. У 1980 році Чіх став гравцем команди першої ліги СРСР «Спартак» з Івано-Франківська, яку наступного року перейменували на «Прикарпаття». За підсумками сезону 1981 року команда вибула до другої ліги, й футболіст грав у її складі в другій лізі до 1984 року. у 1985 році Чіх грав у складі команди другої ліги «Поділля» з Хмельницького. З 1986 року Василь Чіх грає в аматорській команді «Бистриця» з Надвірної, у складі команди стає володарем Кубка УРСР серед робітничих команд на призи «Робітничої газети» та міжнародного кубку на призи болгарської газети «Работническо дело». У 1989—1990 роках Чіх грає у складі аматорських команд з Коломиї. У 1991 році Василь Чіх повернувся до команди з Надвірної, яка на той час повернула історичну назву «Бескид». У складі команди футболіст грав до 1995 року, у тому числі сезон 1993—1994 років провів у перехідній лізі України. з 1995 року Василь Чіх працював тренером у надвірнянській ДЮСШ. В 2007 році юнацька парищенська команда "Колос" під його орудою зайняла перше місце в 1 лізі району,у комплексному заліку команда була другою. 
9 жовтня 2011 року Василь Чіх раптово помер. 

## Пам'ять
У Парище відбувається щорічний футбольний турнір пам'яті Василя Чіха.